# Erigyius
Erigyius, of Erigyios, (Grieks: Ἐριγυιος, uitgesproken als Eriegwiejos) was de zoon van Larichos en een officier in het leger van Alexander de Grote. Hij was verbannen door Philippus II, de koning van Macedonië, omdat hij trouw bleef aan Alexander, die zijn vader had beledigd, maar keerde terug toen deze laatste op de troon kwam in 336 voor Christus. In de Slag bij Gaugamela in 331 v.Chr. leidde hij de cavalerie van de bondgenoten van Alexander, wat hij ook deed toen Alexander vertrok uit Ekbatana om Darius III te achtervolgen. In hetzelfde jaar kreeg Erigyius de leiding over een van de drie divisies waarmee Alexander Hyrcanië binnenviel, en hij was ook onder de generaals die gezonden waren om tegen Satibarzanes te vechten, die hij zelf doodde. In 329 v.Chr. probeerde hij samen met Craterus, Aristander en Hephaestion er van te weerhouden om de Jaxartes over te steken tegen de Scythen. In 328 v.Chr. sneuvelde hij tegen vluchtelingen uit Bactrië.